# جون كريستيان هوبكينز
جون كريستيان هوبكينز (بالإنجليزية: John Christian Hopkins)‏ هو صحفي أمريكي، ولد في 1960.